# Antena dookolna

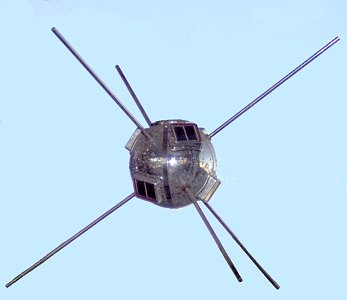
Dookolne anteny prętowe na satelicie Vanguard 1

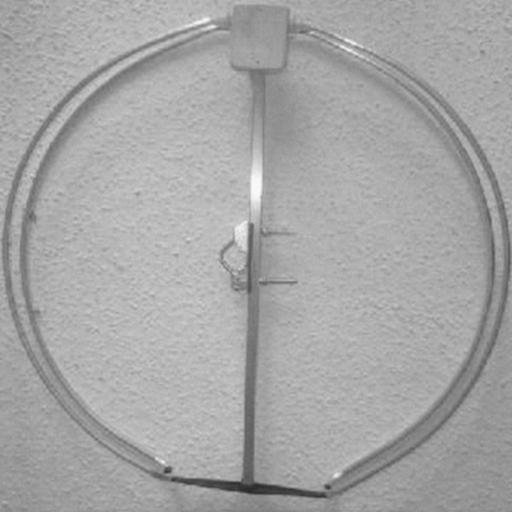
Szerokopasmowa antena dookolna RTV na analogowe i cyfrowe zakresy FM i UHF, wykorzystuje szerokopasmowy symetryzator antenowy RTV 300Ω/75Ω

Antena dookolna – antena, której fale rozchodzą się z jednakowym natężeniem w każdym kierunku w jednej płaszczyźnie.
Antena dookolna (rzeczywista) to antena, której spadek mocy promieniowania wzdłuż wektora H jest nie większy niż 3 dB (połowa mocy) (maksymalny spadek mocy w stosunku do szczytowego zysku jest mniejszy od 3 dB) [definicja Łukasika].
Ze względu na swoją charakterystykę anteny dookolne nadają się głównie do zastosowań mobilnych, chociaż zastosowania stacjonarne też są możliwe
Anteny dookolne ze względu na budowę dzielą się na:
- anteny dipolowe ćwierćfalowe – długość promiennika jest równa ¼λ; antena wymaga zastosowania przeciwwag,
- anteny dipolowe półfalowe – anteny o długości promiennika równej ½λ, zasilane „od dołu”, tzn. linia zasilająca jest podłączona do dolnej części anteny poprzez transformator impedancji; anteny tego typu nie wymagają przeciwwag do prawidłowej pracy,
- anteny dipolowe ⅝λ – niewymagające transformatora impedancji, które powinny być wyposażone w przeciwwagi (zazwyczaj o długości ¼λ),
- anteny n×½λ – głównie anteny szczelinowe (falowodowe) i anteny kolinearne; używane wyłącznie przy wysokich częstotliwościach (rzędu kilku-kilkunastu GHz), ze względu na małą długość fali przy tych częstotliwościach mające bardzo wysoki zysk, dochodzący do 20 dBi (zależnie od n); nie wykorzystujące przeciwwag.

Typowymi antenami dookolnymi są anteny dipolowe, prętowe i szczelinowe (falowodowe).